# Münichreith-Laimbach
Münichreith-Laimbach är en kommun  i Österrike. Den ligger i distriktet Melk i förbundslandet Niederösterreich. Huvudorten Münichreith ligger 90 km väster om huvudstaden Wien. 
Kommunen består av tio orter (Ortschaften) (inom parentes invånarantal 1 januari 2024):

- Edelsreith (136)
- Eggathon (18)
- Gmaining (122)
- Kehrbach (49)
- Kollnitz (153)
- Laimbach am Ostrong (669)
- Mayerhofen (32)
- Münichreith am Ostrong (323)
- Pargatstetten (48)
- Rappoltenreith (80)